# گا، گا، درود بر قهرمانان
گا، گا، درود بر قهرمانان (لهستانی: Ga, ga. Chwała bohaterom) یک فیلم علمی-تخیلی ویران‌شهری لهستانی است که در سال ۱۹۸۶ منتشر شد.

## گزیدهٔ بازیگران
- دانیل اولبریخسکی
- کاتاژینا فیگورا
- یرژی اشتور
- لئون نیمچیک
- یان نووینسکی
- ماریوش بنوآ
- بوژنا دیکل
- ماریا چونلیس
- یژی ترلا
- هنریک بیستا
- برونیسواف وروتسوافسکی
- مارک والچفسکی
- دوروتا استالینسکا
- کشیشتف مایخشاک
- کریستینا تکاچ
- گابریلا کوفناتسکا
- استانیسواف گاولیک
- کریستینا کوئوجیچیک
- مارچین ترونسکی
- آنا مایخر
- دانوتا کووالسکا
- زوفیا سارِتوک